# Ото Хан
Ото Хан (Франкфурт на Мајни, 8. март 1879 — Гетинген, 28. јул 1968) је био немачки физикохемичар, пионир радиохемије. Од 1906. год. професор Универзитета у Берлину а затим у Гетингену. Открио је и изоловао више радиоактивних елемената: мезоторијум (228Ra), радиоторијум (228Th), уранијум II (234U), а са Лизом Мајтнер (Meitner) открио је 1917 г. елемент протактинијум. Показао је 1938. године да је један од рубидијумових изотопа природно радиоактиван.
Најзначајније његово откриће је појава фисије уранијума, коју је пронашао и објаснио 1939. године заједно са немачким физичаром Фридрихом Штрасманом (Strassrnann). Енергија која се ослобађа приликом нуклеарне реакције фисије практично је искоришћена само неколико година после Хан-Штрасмановог открића у нуклеарним реакторима и атомској бомби. Добитник је Нобелове награде за хемију 1944. за „откриће цепања (фисије) тешких атомских језгара“. Многи научни ауторитети га сматрају „Оцем атомског доба“.

## Нуклеарна фисија
Када се неутроном гађа атом литијума, долази до појединачне трансмутације (претварања) и на томе се све прекида. Процес сам себе не подржава. Да би се изазвало следеће претварања, мора се поново гађати. Ако се жели да се практично искористити реакцију разбијања језгра и при том ослободи нуклеарна енергија, мора се наћи такав процес који ће сам себе подржавати. Такав је на пример случај кад се жели да се искористи реакција горења дрвета. Комад дрвета се запали на једном месту, и пошто је процес горења започео, не треба више држати шибицу, јер се од загрејавања дрвета на једном мјесту пале и суседни делови. Процес горења се преноси и шири све даље и даље и подржава сам себе. Јасно је да се не би могла искористити реакција горења ако би се сваки комадић дрвета морао палити посебном шибицом. 
Године 1939, њемачки физичари О. Хан и Ф. Штрасман, те Ирена Жолио-Кири и Павле Савић у Француској нашли процес који има способност да одржава сам себе и који се развија и тече као лавина. Такав процес се зове нуклеарна ланчана реакција. 
Бомбардовањем изотопа уранијума-235 неутронима збива се ова појава. Неутрон који је погодио атомско језгро уранијума уједно је од језгра апсорбован и долази до процеса распадања као у биологији, то јест до деобе ћелије. Такво је језгро сада нестабилно и распада се на два једнака дела који су потпуно други хемијски елементи, на пример баријум и криптон. Ово цепање атомског језгра на два дела зове се нуклеарна фисија. Код те ланчане реакције емитују се још неколико неутрона, од којих сваки може поново да изазове деобу атомског језгра на два дела. То настаје код сваке деобе, те нови неутрони учествују у даљем процесу распадања (дезинтеграције). Тиме се сам процес даље развија као код горења, односно експлозије динамита. Код сваког тог распадања маса добијених продуката мања је од пређашње масе заједно с апсорбованим неутроном. Дакле ланчана реакција је низ фисија, код којих једна изазива другу.
То се догађа само код уранијума атомске масе 235. Тешкоћа је и у томе што само спори неутрони изазивају ланчану реакцију. Да би се успорили неутрони, они се пропуштају кроз материје мале атомске масе које не упијају неутроне. Атоми мале атомске масе успоравају неутроне зато што им неутрони предају један део своје кинетичке енергије, а не одбијају се од њих истом брзином као од атома велике атомске масе. У ту сврху служи тешка вода и чисти графит. Тешка вода је једињење тешког водоника (деутеријум) и кисеоника, а разликује се од обичне воде у томе што ври код 101,4 °C, а смрзава се код 3,8 °C. Материје које успоравају неутроне зову се модератори или успоривачи неутрона. 
Осим тога за добивање ланчаног процеса није свеједно колики ће се комад уранијума узети. Узме ли се мањи комад, неутрони могу излетети у спољни простор, а да на свом путу не сретну друга уранијумова атомска језгра. Да би процес био експлозиван, то јест да би настала лавина, комад уранијума не сме бити мањи од неке одређене величине. Та најмања маса код које се још збива ланчани процес зове се критична маса.

## Радови
- Hahn, Otto (1936). Applied Radiochemistry. Ithaca, New York: Cornell University Press.
- Hahn, Otto (1950). New Atoms: Progress and Some Memories. New York-Amsterdam-London-Brussels: Elsevier Inc.
- Hahn, Otto (1966). Otto Hahn: A Scientific Autobiography. Превод: Ley, Willy. New York: Charles Scribner's Sons.
- Hahn, Otto (1970). My Life. Превод: Kaiser, Ernst; Wilkins, Eithne. New York: Herder and Herder.